# Ascherhütte

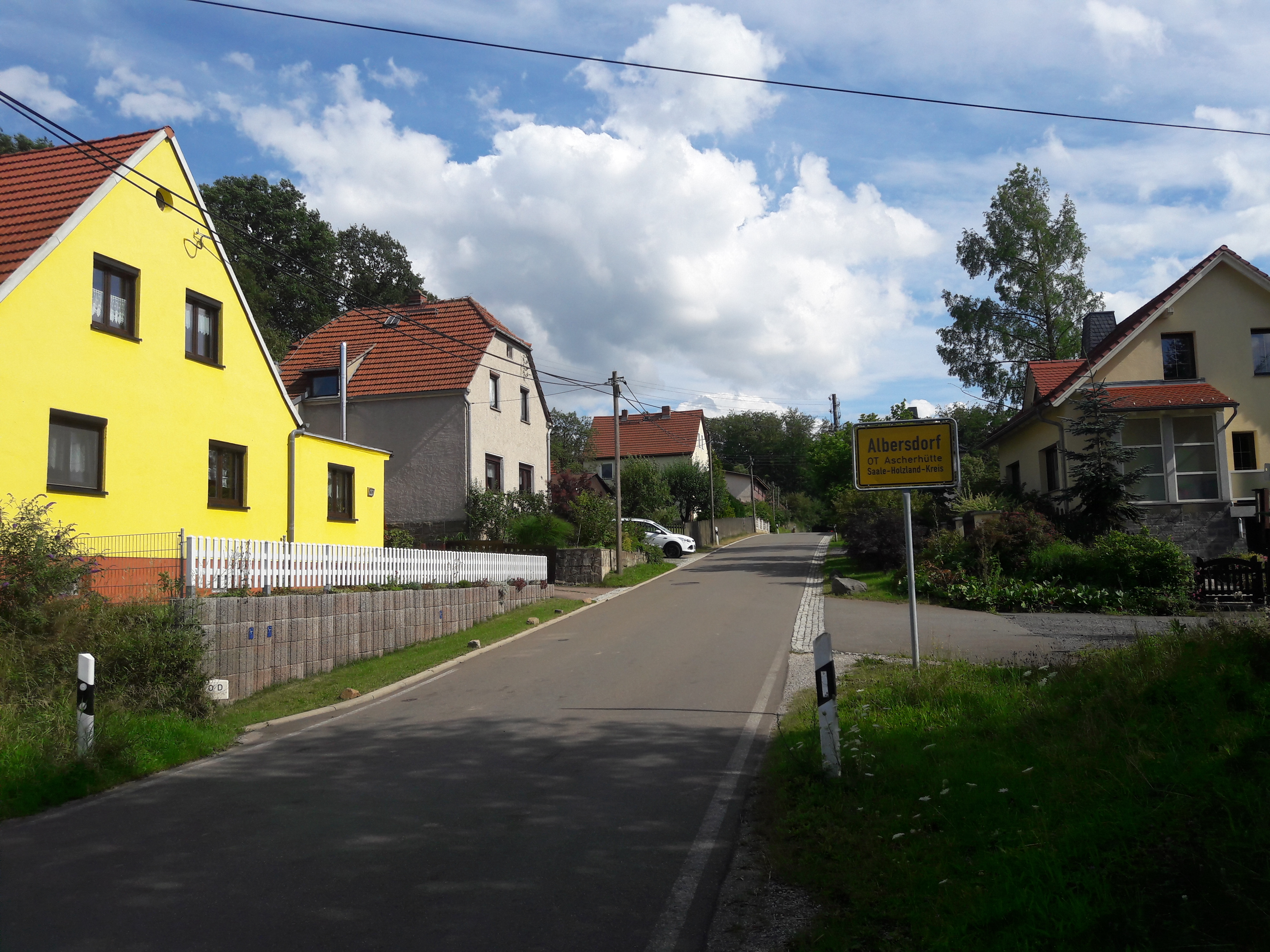
Ortseingang Ascherhütte

Die Ascherhütte ist ein Anwesen in der Gemeinde Albersdorf im Saale-Holzland-Kreis in Thüringen.

## Lage
Die Ascherhütte befindet sich südlich von Albersdorf und nordöstlich von Ruttersdorf an den Landesstraßen 1075 und 2315 gleich nach dem Abzweig zur Kreisstraße 207 oberhalb des Zeitzgrundes.

## Geschichte
Im Jahr 1775 wurde die Ascherhütte erstmals urkundlich erwähnt. Derzeit wird sie gewerblich genutzt. Vor dem Gelände befindet sich eine Bushaltestelle.